# Danielle Arbid
Danielle Arbid (Beirut, 26 aprile 1970) è una regista e sceneggiatrice libanese naturalizzata francese.

## Filmografia

### Regista
- Alone with War (2001)
- Étrangère (2002)
- On Borders (2003)
- Sur les champs de bataille (2004)
- Un homme perdu - (2007)
- Beyrouth hôtel - film TV (2014)
- Peur de rien (2015)
- L'amante russo (Passion simple) (2020)

### Sceneggiatrice
- Alone with War (2001)
- Étrangère (2002)
- On Borders (2003)
- Sur les champs de bataille (2004)
- Un homme perdu - (2007)
- Beyrouth hôtel - film TV (2011)
- Peur de rien (2015)
- Passion Simple  (2020)

### Attrice
- Sur les champs de bataille (2004)
- Apaches, regia di Thierry de Peretti (2013)
- Riparare i viventi (Réparer les vivants), regia di Katell Quillévéré (2016)